# گمینا پژکونا
گمینا پژکونا (به لهستانی:  Gmina Przykona) یک گمینا در لهستان است که در شهرستان تورک واقع شده‌است. گمینا پژکونا ۱۱۰٫۹۳ کیلومتر مربع مساحت و ۴٬۱۷۳ نفر جمعیت دارد.